# Densha de Go! 64
Densha de Go! 64 est un jeu vidéo de simulation ferroviaire sorti en 1999 sur Nintendo 64 uniquement au Japon. Le jeu a été développé par AI et édité par Taito.
Le jeu fait partie de la série Densha de Go!.

## Système de jeu
Densha de Go! 64 est un jeu de simulation ferroviaire dans lequel le joueur incarne un conducteur de train. L'objectif est de se rendre aux différentes stations dans les délais impartis afin d'embarquer des usagers, tout en respectant les limites de vitesse et en évitant divers obstacles. Le joueur dispose de cinq niveaux d'accélération, huit niveaux de freinage et un frein d'urgence. Un mode destiné aux débutants permet de se familiariser avec les mécaniques de jeu.
Le jeu est compatible avec un accessoire en forme de tableau de commande, composé de deux leviers: l’un servant à accélérer, l’autre à freiner. Il est également compatible avec un microphone.

## Accueil
- Famitsu : 32/40[2]